# Avenida Q (Musical)
Avenida Q (Avenue Q no original) é um musical escrito por Robert Lopez e Jeff Marx (inclusive músicas e letras), e dirigido por Jason Moore. O libreto foi escrito por Jeff Whitty. O show foi produzido e lançado na Off-Broadway em Vineyard Theatre em março de 2003. A produção foi transferida para a Broadway em Julho de 2003 e ganhou vários Tony Awards, incluindo o prêmio de Melhor Musical.
O show é em grande parte inspirado por Vila Sésamo: A maior parte dos personagens do show são fantoches (operados por atores no palco). Curtas e videoclipes animados são como parte da história. Além disso, vários personagens são paródias de personagens clássicos  de Sesame Street, por exemplo, o quarto Rod e Nicky são versões de Beto e Ênio e também o Trekkie Monster é uma paródia do Come-Come, mas ao invés de biscoitos, esse monstro é viciado na Internet.

## Sinopse
Princeton é um jovem recém-formado que sonha em morar na Avenida A, em Nova_York. Entretanto, por causa de suas condições financeiras, acabou indo parar na Avenida Q, pois é o único local onde seu pouco dinheiro permite pagar o aluguel de uma casa.
Na Avenida Q, onde toda a peça se desenvolve, Princeton encontra vizinhos receptivos, como o casal Brian e Neuza. Brian lida com o desemprego e sonha em ser Comediante, enquanto Neuza, conhecida pelos amigos como "JapaNeuza", é uma psicóloga sem pacientes. No local, também moram Trekkie, monstro viciado em procurar pornografia na Internet, Kate, uma professora do jardim de infância, Nick e Rod, parceiros de quarto, e o zelador Gary Coleman.

## Personagens
- Princeton/Luís: É um recém-formado na faculdade, cheio de sonhos, porém, sem nenhum dinheiro. Ele vai para Nova Iorque, mas vai morar no estranho bairro Avenue Q.
- Kate Monstro/Marta Monstro: É uma assistente de jardim-de-infância muito romântica.
- Nicky/Joca: É muito desorganizado e não tem emprego. Divide o quarto com Rod. Uma paródia de Ênio de Sesame Street.
- Rod/Félix: Um banqueiro que teve seus investimentos fechador, tem um amor por Nicky. Uma paródia de Beto de Sesame Street.
- Brian/Tozé: Um judeu comediante desempregado, noivo de Neusa.
- Neusa/Maria: Uma terapeuta japonesa, sem clientes, noiva de Brian.
- Lucy De Vassa/Paula, a Porca: Cantora que ilude Princeton.
- Trekkie Monstro: Viciado em internet, passa o dia no quarto vendo pornografia. Uma paródia de Cookie Monster de Sesame Street.

## Produção brasileira
No Brasil, sob o título Avenida Q, foi produzido pela Bottega d'Arte e dirigido por Charles Möeller e Claudio Botelho (temporada 2009), Christina Trevisan (2010) e André Gress (2015). A primeira apresentação foi feita no Rio de Janeiro, em 6 de março de 2009, no Teatro Clara Nunes, no Shopping da Gávea. Após temporada de sucesso no Rio de Janeiro, o musical estreou em São Paulo, em 15 de agosto de 2009, no Teatro Procópio Ferreira. Após o sucesso da temporada paulista, a peça voltou aos palcos cariocas para 5 apresentações no Canecão. Em abril de 2010 o musical começou seu tour pelas principais capitais brasileiras como Belo Horizonte, Salvador, Porto Alegre e Curitiba. Em 15 de maio de 2010 "Avenida Q" reestreou no Rio de Janeiro, em temporada popular no Teatro Municipal Carlos Gomes.
Em 2015, "Avenida Q" recebeu uma nova adaptação brasileira produzido pela Deberton Entretenimento e dirigida por André Gress. A nova montagem foi realizada em Fortaleza (CE) e estreou no dia 2 de julho de 2015 no Teatro Via Sul. A nova montagem trouxe uma nova roupagem para o espetáculo e contou com novos profissionais envolvidos como o direção musical de Miguel Briamonte, Cenografia de Rodrigo Frota e Regência de Valéria Vieira. A produção se destaca por fomentar a produção de grandes espetáculos fora do eixo Rio - São Paulo, inserido Fortaleza na roda de grandes Produções Musicais.
O espetáculo, composto por atores e bonecos, teve um orçamento de cerca de R$ 3 milhões. Recebeu cinco indicações ao Prêmio Shell.

### Elenco brasileiro
| Personagem                       | Elenco Temporada 2009 | Elenco Temporada 2010 | Elenco Temporada 2013              | Elenco Produção Fortaleza 2015 |
| -------------------------------- | --------------------- | --------------------- | ---------------------------------- | ------------------------------ |
| Princeton e Rod                  | André Dias            | Roberto Donadelli     | Roberto Donadelli                  | Fabio Gomes                    |
| Kate Monstro e Lucy De Vassa     | Sabrina Korgut        | Marilice Cosenza      | Marilice Cosenza                   | Mariana Bravo                  |
| Nicky e Trekkie Monstro          | Fred Silveira         | Leandro Lacava        | Leandro Lacava                     | Alan Ribeiro                   |
| Brian                            | Renato Rabelo         | Jonathas Joba         | Will Anderson e Éttore Veríssimo   | Plinio Sá                      |
| Neusa                            | Claudia Netto         | Carla Masumoto        | Carla Masumoto                     | Camila Puntel                  |
| Gary Coleman                     | Maurício Xavier       | Adriano DiSidney      | Adriano DiSidney                   | Jeff Pereira                   |
| Ursinha do mal e Dona Coisa Ruim | Renata Ricci          | Andreza Medeiros      | Andreza Medeiros e Talitha Pereira | Raissa Starepravo              |
| Ursinho do mal e Recém-chegado   | Gustavo Klein         | Rafael Pucca          | Rafael Pucca                       | Alan Ribeiro                   |
| Swing masculino                  | Marcos Lanza          | Marcos Lanza          |                                    | Anderson Barreto               |
| Swing feminino                   |                       | Talitha Pereira       | Talitha Pereira                    | Aretha Karen                   |

### Prêmios
Prêmio Shell
- indicado nas categorias Melhor Direção, Melhor Atuação Feminina, Melhor Atuação Masculina, Melhor Iluminação e categoria especial, pela versão da trilha sonora.

Prêmio APTR
- indicado nas categorias Melhor Produção, Melhor Atuação Feminina Protagonista, Melhor Atuação Masculina Protagonista, Melhor Atuação Feminina Coadjuvante e Melhor Espetáculo.

## Produção portuguesa
Em Portugal, também sob o título Avenida Q, foi produzido pela Força de Produção e encenado por Rui Melo. Estreou pela primeira vez dia 8 de fevereiro de 2017 no Teatro da Trindade Inatel em Lisboa, onde acabou dia 2 de abril. No mesmo ano, a produção foi transferida para o Auditório dos Oceanos (Casino Lisboa) também em Lisboa, onde permaneceu de dia 7 de setembro a 30 de dezembro de 2017. Em 2018, a mesma produção foi transferida para o Teatro Sá da Bandeira no Porto, onde permaneceu de dia 11 de janeiro a 25 de fevereiro. Dois anos depois, em 2020, a produção voltou para a segunda temporada que decorreu de dia 15 de julho a dia 27 de dezembro no Teatro Maria Matos em Lisboa com o mesmo elenco.

### Elenco português
| Personagem     | Elenco                               |
| -------------- | ------------------------------------ |
| Luís           | Samuel Alves                         |
| Marta Monstro  | Ana Cloe                             |
| Joca           | Rodrigo Saraiva e Inês Aires Pereira |
| Trekkie        | Rodrigo Saraiva e Inês Aires Pereira |
| Félix          | Manuel Moreira                       |
| Ursinha do Mal | Manuel Moreira                       |
| Paula, a Porca | Inês Aires Pereira                   |
| D. Clamídia    | Inês Aires Pereira                   |
| Tozé           | Diogo Valssasina                     |
| Maria          | Gabriela Barros                      |
| Pequeno Saul   | Rui Maria Pêgo                       |